# Wi-Fi 7

Logo chính thức được Liên minh Wi-Fi sử dụng để biểu thị cho chuẩn Wi-Fi 7.

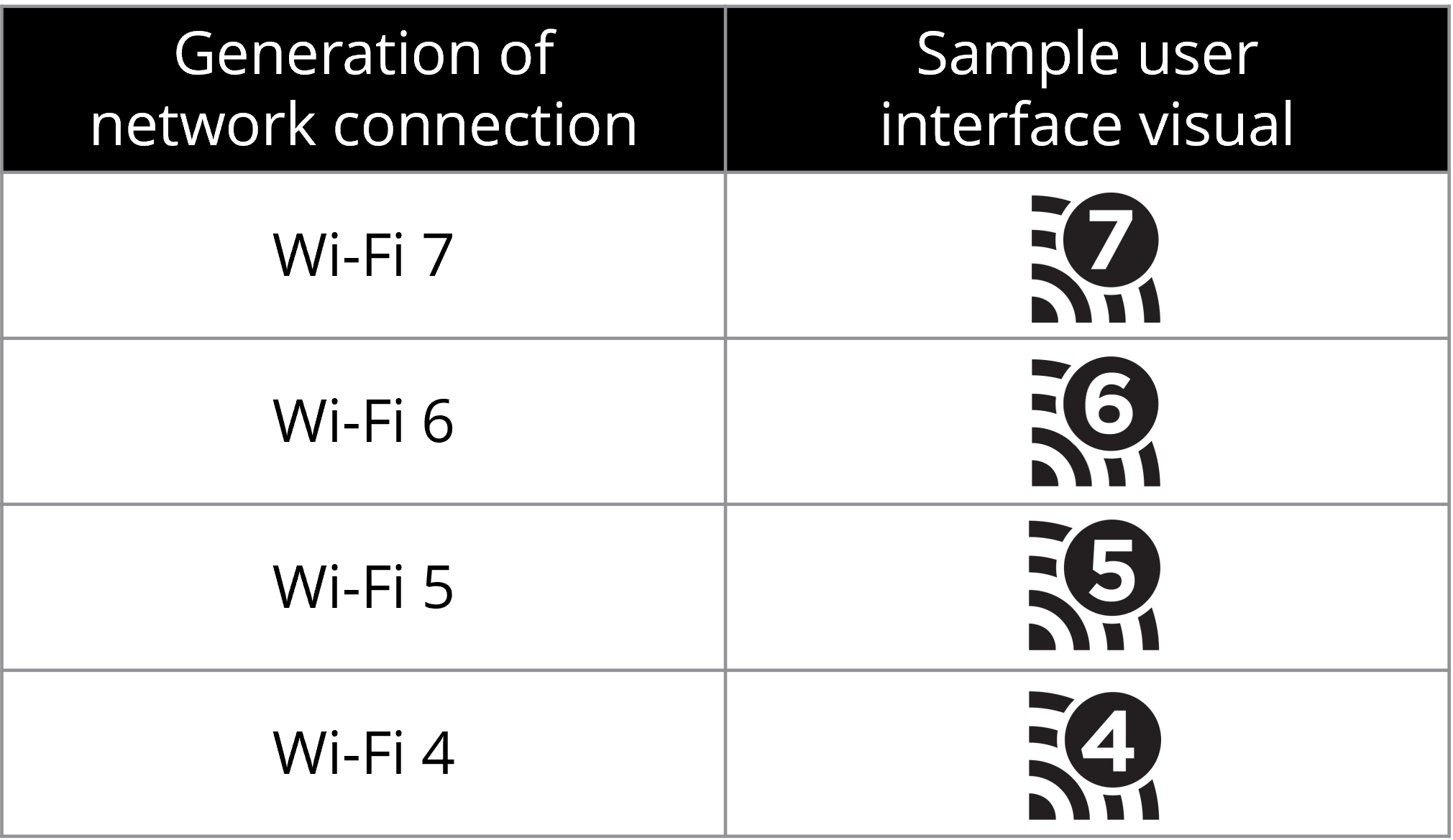

IEEE 802.11be, còn được biết đến với tên gọi Extremely High Throughput (EHT), là chuẩn kết nối không dây mới nhất thuộc bộ giao thức IEEE 802.11, được Liên minh Wi-Fi đặt tên là Wi-Fi 7. Được phát triển dựa trên nền tảng của Wi-Fi 6 (802.11ax), Wi-Fi 7 hướng đến việc nâng cao hiệu suất hoạt động của mạng WLAN cả trong nhà lẫn ngoài trời, đảm bảo tốc độ kết nối ổn định cho các thiết bị tĩnh cũng như người dùng di chuyển trong phạm vi phủ sóng. Chuẩn Wi-Fi mới này hoạt động trên cả ba dải tần số 2.4 GHz, 5 GHz và 6 GHz.
Mặc dù tốc độ truyền dữ liệu lý thuyết có thể lên tới 46 Gbit/s, nhưng tốc độ thực tế đạt được thường thấp hơn đáng kể.
Tiêu chuẩn 802.11be đang trong quá trình hoàn thiện, với bản thảo đầu tiên ra mắt vào tháng 3 năm 2021 và dự kiến bản chính thức sẽ được công bố vào cuối năm 2024. Tuy nhiên, nhiều sản phẩm đã được giới thiệu từ năm 2022 dựa trên các bản thảo tiêu chuẩn và chính thức được bán ra vào đầu năm 2023. Liên minh Wi-Fi cũng đã ra mắt chương trình chứng nhận Wi-Fi 7 vào ngày 8 tháng 1 năm 2024 để chuẩn bị cho việc  phổ cập các thiết bị Wi-Fi 7. Về cơ bản, các yêu cầu kỹ thuật của chuẩn Wi-Fi mới đã được hoàn tất và trên thực tế, tính đến tháng 2 năm 2024, một số sản phẩm đã được gắn nhãn Wi-Fi 7 dù tiêu chuẩn này vẫn chưa được phê chuẩn chính thức.
Theo ước tính, quy mô thị trường Wi-Fi 7 toàn cầu đạt 1 tỷ USD trong năm 2023 và dự kiến sẽ tăng trưởng mạnh mẽ, đạt 24,2 tỷ USD vào năm 2030.